# Kishmulgletsjer
De Kishmulgletsjer is een gletsjer in Nationaal park Noordoost-Groenland in het oosten van Groenland. De gletsjer ligt in het noordoosten van de Stauningalpen in Scoresbyland.
Het is een van de gletsjers die uitkomen in het Skeldal. Andere gletsjers zijn onder andere de Bersærkergletsjer en de Skelgletsjer. De Kishmulgletsjer loopt aan het uiteinde van het dal vanuit het zuidwesten het Skeldal in.
De Kishmulgletsjer heeft een lengte van meer dan tien kilometer.